# Tomasz Foszmańczyk
Tomasz Foszmańczyk (ur. 7 lutego 1986 w Bytomiu) – polski piłkarz występujący na pozycji pomocnika w klubie Ruch Chorzów. Jest bratem Sebastiana, który grał między innymi w Gwarku Tarnowskie Góry.
20 maja 2024 roku ogłosił zakończenie kariery zawodowej po meczu 34. kolejki Ekstraklasy z Cracovią. 